# Andrieșeni
Andrieșeni est une commune roumaine située dans le județ de Iași.